# Ampulex occipitalis
Ampulex occipitalis là một loài côn trùng cánh màng trong họ Ampulicidae, thuộc chi Ampulex. Loài này được Arnold miêu tả khoa học đầu tiên năm 1947.